# Thomas et le Chemin de fer magique
Série Thomas et ses amis
Appel à tous les moteurs !
(2005)
Pour plus de détails, voir Fiche technique et Distribution.
Thomas et le Chemin de fer magique ou Thomas et la Voie Ferrée Magique au Québec (Thomas and the Magic Railroad) est un film britannique réalisé par Britt Allcroft, sorti en 2000. Il est issu de la franchise Thomas et ses amis.

## Synopsis
Thomas la locomotive et M. Conductor partent à la recherche de la poussière d'or perdu.

## Fiche technique
- Titre : Thomas et le Chemin de fer magique
- Titre original : Thomas and the Magic Railroad
- Titre québécois : Thomas et la Voie Ferrée Magique
- Réalisation : Britt Allcroft
- Scénario : Rick Siggelkow et Britt Allcroft d'après la série télévisée Thomas et ses amis basée sur les livres de Wilbert Vere Awdry
- Musique : Junior Campbell, Hummie Mann et Mike O'Donnell
- Photographie : Paul Ryan
- Montage : Mo Henry et Ron Wisman
- Production : Britt Allcroft et Philip D. Fehrle
- Société de production : Gullane Pictures, Destination Films et The Magic Railroad Company
- Société de distribution : Destination Films
- Pays :  Royaume-Uni et  États-Unis
- Genre : Aventure, comédie dramatique, fantastique
- Durée : 85 minutes
- Dates de sortie : 
  -  Royaume-Uni : 14 juillet 2000
  -  Canada : 26 juillet 2000
  -  France : 14 septembre 2001

## Distribution
- Alec Baldwin : M. Conductor
- Peter Fonda : papy Burnett Stone
- Mara Wilson : Lily Stone
- Cody McMains : Patch
- Russell Means : Billy Twofeathers
- Didi Conn : Stacy Jones
- Lori Hallier : la mère de Lily
- Michael E. Rodgers : M. C. Junior

## Accueil
Le film a reçu un accueil défavorable de la critique. Il obtient un score moyen de 19 % sur Metacritic.